# Frotey-lès-Lure
Frotey-lès-Lure è un comune francese di 650 abitanti situato nel dipartimento dell'Alta Saona nella regione della Borgogna-Franca Contea.

## Società

### Evoluzione demografica
Abitanti censiti